# Галицька здоба (футзальний клуб)
ФК «Галицька здоба» — український аматорський футзальний клуб з міста Львів. Бронзовий призер Другої ліги України сезону 2018—2019 років, дворазовий чемпіон Львова з футзалу та дворазовий чемпіон Львова з мініфутболу, володар Кубку Львівщини з футзалу 2019, володар Кубка Львова 2017 року, переможець "Зимового чемпіонату Городоччини 2022", учасник Фіналу Восьми Кубка України 2022-2023 років.
19 травня 2025 року було оголошено про ребрендинг. Відтепер команда виступає під новою назвою - ФК "Енергія хліба". 

## Історія
Команда була створена 28 березня 2013 року і заснування клубу було приурочено до святкування 10 річниці хлібопекарської компанії «Галицька здоба». Того ж року команда вперше заявилася на футзальні змагання, а саме 14 вересня 2013 року у Львові стартував турнір з мініфутболу «Electron Open 2013». У турнірі брали участь 24 команди. Здобути перемогу в цьому турнірі команда не змогла, проте отримала перший безцінний досвід.
Перший матч «Галицька здоба» зіграла 21 вересня 2013 року на турнірі «Lviv Electron Open 2013».

### Сезон 2013-2014 років
Першим сезоном для команди стала участь у Другій лізі Львова з футзалу сезону 2013-2014 рр., яка проходила під егідою Асоціації любительського мініфутболу Львівщини. І дебют команді вдався!
З листопада 2013 року по квітень 2014 року у Львові тривав зимовий футзальний чемпіонат сезону 2013-2014 років. Учасниками чемпіонату стали 24 львівські команди. Відповідно до регламенту змагань було три ліги: прем’єр, перша та друга. МФК «Галицька здоба» вперше заявившись і розпочавши свої виступи у Другій лізі Львова з футзалу відразу завоювала бронзові нагороди. Загалом, за час цього зимового чемпіонату, команда 7 разів перемогла, один раз зіграла внічию та шість разів поступилася. Бронзові медалі команди стали не єдиним досягненням цього зимового чемпіонату. За результатами змагань саме гравці «Галицької здоби» були визнані кращим нападником та кращим воротарем. Остап Лялюк став кращим бомбардиром забивши за сезон 28 голів, а Юрій Раба став кращим воротарем Другої ліги. 
Після вдалого дебюту в зимовому чемпіонаті навесні 2014 року МФК «Галицька здоба» заявляється у літній чемпіонат з мініфутболу, який проходив на відкритих майданчиках з штучним покриттям. Команда змогла покращити свій зимовий результат і здобула срібні медалі Другої ліги Львова з мініфутболу літнього чемпіонату. У літньому чемпіонаті «Галицька здоба» зіграла 14 ігор, з котрих: перемога 11 разів, двічі зіграла внічию й зазнала однієї поразки. І саме ця поразка не дозволила нашій команді завоювати золото літнього сезону. Що ж стосується результату, то варто відзначити, що ці срібні медалі стали не єдиним досягненням у літньому чемпіонаті. За весь літній сезон гравці «Галицької здоби» зуміли забити 81 гол у ворота своїх суперників і водночас пропустити найменшу кількість голів у свої ворота. Така результативність принесла нам ще й додаткові нагороди. Гравці «Галицької здоби» визнані кращим нападником та кращим воротарем літнього сезону ІІ ліги. Олег Вінчик став кращим бомбардиром забивши за сезон 20 голів, а Юрій Раба вдруге став кращим воротарем.

### Сезон 2014-2015 років
З листопада 2014 року по квітень 2015 року у Львові тривав зимовий чемпіонат Львова з футзалу. МФК «Галицька здоба» в черговий раз зуміла підтвердити статус фаворита змагань, вдруге здобувши срібні нагороди зимового чемпіонату у Другій лізі Львова з футзалу. У зимовому чемпіонаті цього сезону МФК «Галицька здоба» зіграла 14 ігор, із котрих – перемогла 10 разів, зіграла в нічию 1 раз, та тричі зазнала поразки.  Гравці «Галицької здоби» зуміли забити 78 голів своїм суперникам і водночас пропустили лише 43 голи у свої ворота. І завдяки цьому показнику основного голкіпера команди – Юрія Рабу втретє визнано найкращим воротарем Другої ліги зимового футзального сезону.
Літній чемпіонат 2015 року виявися не таким вдалим як попередній. Після завершення першого кола команда посідала передостаннє місце у турнірній таблиці Другої ліги Львова. Саме тоді, керівництвом команди, було прийняте рішення про залучення до тренувального процесу відомого українського футзаліста Сергія Тригубця. І фактично уже в другому колі літнього чемпіонату команда виходила на відкриті майданчики під його опікую. Його поради та настанови допомогли команді піднятися з дна турнірної таблиці та завершити літній чемпіонат на п’ятому місці.
Першим спільним досягненням МФК «Галицька здоба» та Сергія Тригубця, як керманича команди, стало друге місце у чемпіонаті Львівської області з пляжного футболу 2015 року, котрий був зорганізований федерацією футболу Львівської області. Також, тоді гравець нашої команди – Володимир Коваленко став кращим гравцем чемпіонату з пляжного футболу. 
Восени, перед стартом нового сезону, команда багато тренувалася. Паралельно тренер Сергій Тригубець розпочав грандіозну селекційну роботу з оновлення команди. Першим результатом цієї роботи стали срібні медалі аматорського Кубку Львова з мініфутболу АЛМФУ 2015 року. Також тодішній голкіпер  команди – Назар Войтович став найкращим воротарем аматорського Кубка Львова з мініфутболу.

### Сезон 2015-2016 років
До цього сезону команда підійшла з чіткими сформованими цілями та завданням зайняти лише призові місця. На змаганнях зимового чемпіонату Львова з футзалу грало відразу дві команди. МФК «Галицька здоба» грала у Першій лізі Львова з футзалу та МФК «Галицька здоба 2», яка виступала у Третій лізі. Перша команда посіла четверте місце, до срібних медалей команді не вистачило два пункти. Натомість МФК «Галицька здоба 2» стала чемпіоном Третьої ліги зимового чемпіонату. За весь зимовий футзальний сезон МФК «Галицька здоба 2» зіграла 14 ігор, у яких: 11 разів перемогла, 1 раз зіграла в нічию та двічі зазнала поразки. Саме ці невдачі завадили команді завоювати золото сезону ще в груповому етапі, а відтак за рівної кількості очок у нашої команди та команди «Інкогніто 2» був призначений «Золотий матч» для визначення чемпіона.
Що ж стосується результату, то варто відзначити за весь зимовий чемпіонат гравці «Галицької здоби» зуміли забити 107 голів у ворота своїх суперників і водночас пропустити найменшу кількість голів  - 39. Така результативність принесла нам ще й додаткові нагороди. Відтак, голкіпер другої команди Юрій Раба був визнаний найкращим воротарем Третьої ліги зимового футзального чемпіонату, Юрій Раба вже вчетверте отримав дану відзнаку.  Ще одним досягнення команди було те, що протягом зимового чемпіонату МФК «Галицька здоба» двічі перемагала свої суперників з рекордним, розгромним рахунком. На старті сезону, ми перемогли команду «Білогорща» з рахунком - 14:3, а у другому колі змагань покращили свій рекорд здолавши ФК «Тікетс UA» - 18:2. Досягненням першої команди «Галицької здоби» стало те, що гравець Олег Панасюк став кращим бомбардиром І ліги, забивши за сезон 15 голів.
Після завершення зимового чемпіонату дві команди були заявлені й брали участь у весняному «Кубку Чемпіонів Львова 2016». Перша команда припинила боротьбу за кубок ще на стадії чвертьфіналу, натомість МФК «Галицька здоба 2» зіграла у фіналі та стала срібним призером «Кубку Чемпіонів Львова 2016»
Перед стартом літнього чемпіонату МФК «Галицька здоба» стала срібним призером «Кубку 760-річчя міста Львова» з мініфутболу.
На літній чемпіонат МФК «Галицька здоба» заявляється у Другу лігу Львова з мініфутболу й паралельно у Бізнес Лігу Львова з мініфутболу, яка в 2016 році вперше була організована у Львові  Асоціацією любительського мініфутболу України. Літній сезон був досить важким, але команда перемагає в обидвох турнірах. Спершу завершилася Бізнес ліга. На ці змагання заявилося 10 футбольних колективів з львівського бізнес-середовища. За результатами змагань МФК «Галицька здоба» стала першим переможцем Бізнес Ліги Львова з мініфутболу. Також, воротар команди Юрій Раба був визнаний кращим голкіпером турніру Бізнес Ліги Львова і це вже п’ята його відзнака, здобута з командою «Галицька здоба».
Трохи пізніше МФК «Галицька здоба» стає чемпіоном Другої ліги Львова з мініфутболу. За
весь літній чемпіонат гравці «Галицької здоби» зуміли забити 89 голів у ворота своїх суперників і водночас пропустити найменшу кількість голів у свої ворота - 43. Така результативність принесла нам ще й додаткові нагороди. Граючий тренер "пекарів" Сергій Тригубець став кращим бомбардиром ліги, забивши за сезон 20 голів.
Також у час літнього чемпіонату команда здобула срібні медалі «Кубку Незалежності 2016» й пізніше стала Чемпіоном «Сокіл Ліги 2016» з мініфутболу. Гравець команди Володимир Коваленко отримав нагороду – «Кращий гравець першого літнього чемпіонату з мініфутболу «Сокіл Ліга». Тренер нашої команди Сергій Тригубець отримав відзнаку – «Кращий тренер першого літнього чемпіонату з мініфутболу «Сокіл Ліга».

### Сезон 2016-2017 років
Цей сезон для «Галицької здоби» став особливим і на сьогоднішній день найбільш успішнішим. Розпочався 2017 рік з того, що команда перемагає у VIII Всеукраїнському турнірі з футзалу серед аматорських команд. Далі «Галицька здоба» здобуває бронзові медалі Гранд ліги Львівської області зимового чемпіонату з футзалу 2016-2017 років. За час зимового чемпіонату команда вісім разів перемагала, тричі поступилася та тричі зіграла внічию, а граючий тренер Сергій Тригубець став кращим бомбардиром забивши 17 голів. У весняне міжсезоння команда здобуває перемоги у всіх значних кубках та змаганнях, які проводилися навесні 2017 у Львові. Спершу МФК «Галицька здоба» стає переможцем кубку «Ліга Чемпіонів з футзалу 2017», далі перемагаємо у весняному турнірі «SPRING OPEN 2017», а пізніше здобуваємо й перемогу у «Весняному кубку ОАКЛ 2017» з мініфутболу. 
Після бронзових медалей команда, націлившись лише на перемогу, у літньому чемпіонаті заявляється у Гранд лігу Львова. Літній чемпіонат триває і паралельно ми перемагаємо у турнірі, присвяченому Дню Конституції України 2017 року. 
МФК «Галицька здоба» достроково здобула перемогу у літньому чемпіонаті, ставши Чемпіоном Львова. За увесь турнір, а це 16 матчів, наша команда не програла жодного разу – здобувши 15 перемог, та один раз зіграла внічию. Також гравці «Галицької здоби» встановили своєрідний рекорд літнього чемпіонату, адже вони забили найбільшу кількість голів за увесь літній сезон – 166. Така результативність принесла у скарбничку команди, окрім чемпіонського кубку ще й дві бомбардирські відзнаки: Сергій Тригубець та Назарій Цимбаляк стали кращим бомбардирами літнього чемпіонату, забивши кожен по 43 голи. 
Далі команда зуміла покращити своє минулорічне досягнення й стала переможцем «Кубку Незалежності 2017», а пізніше також стала переможцем літнього чемпіонату ОАКЛ. 
Пізніше команда стає переможцем «Відкритого Кубка Львова 2017» з футзалу й здобуває перемогу у «Кубку Золота осінь 2017» з мініфутболу. 
Також у 2017 році МФК «Галицька здоба» вперше у своїй історії заявилася й виступала у Кубку України з футзалу сезону 2017-2018 років. У першому матчі попереднього етапу «Галицька здоба» зустрічалася з Івано-Франківською «Віза Вторма». Після нічиєї у Львові «Галицька здоба» впевнено  перемогла свого суперника на його майданчику й пройшла далі у відборі. У матчах другого попереднього раунду «Галицька здоба» за підсумками двох матчів не змогли пройти київський клуб «Skidka». У столиці «Галицька здоба» поступилася з рахунком - 2:6, а у Львові – 3:8.

### Сезон 2017-2018 років
Після успішного минулого сезону ФК «Галицька здоба» не збавив оберти, а навпаки лише їх почав набирати. 
Після третього місця у зимовому сезоні 2016-2017 років «пекарі» знову заявилися в «еліту» і на цей раз вперше у своїй історії здобули «золото» зимової першості. У когорті із ще сімома командами «червоно-жовті» зуміли здобути 12 перемог у 13 матчах, а найближчого конкурента МФК «Бастіон» наша команда випередила на 8 балів. 
Вже згодом у літній першості «пекарі» мали захистити здобутий минулорічний титул кращої команди області. Варто зазначити, що впоралися вони з цим завданням на відмінно. Цікавий інтригуючий чемпіонат (на цей раз у ньому взяли участь 10-ть колективів – авт.) тримав у напрузі до останнього туру, коли між собою зустрілися діючий чемпіон «Галицька здоба» та претендент «Максимус». Дубль Сергія Тригубця та м’ячі, забиті Валерієм Легчановим, Назаром Яцишиним і Віталієм Багряком дозволили святкувати перемогу – 5:2, друге поспіль влітку та третє загалом чемпіонство у найвищому дивізіоні області. 
Окрім цього команда зі Львова взяла участь у низці турнірів, де вдалося здобути не лише медалі, а й перемоги. 
У першу чергу це стосується Всеукраїнського турніру-брендів «OPEN WINTER CUP», LVIV-2017-2018». У змаганнях, в яких взяло участь 10 команд підопічні Сергія Тригубця зуміли тріумфувати,  перемігши у вирішальному матчі київський колектив «Конструктив» - 2:1. Вже згодом «пекарі» стануть постійними учасниками цих змагань. 
Решта ж здобутків сезону виглядає наступним чином: 
- Переможець турніру з футзалу присвяченому Дню захисника (м. Новояворівськ);
- Переможець турніру «Легенди Спартака 2018»;
- Переможець відбіркового етапу у Львові Всеукраїнського турніру «В9КУ»;
- Срібний призер Гранд ліги літнього чемпіонату ОАКЛ 2018;
- Переможець львівського загального відбору міжнародного футбольного турніру Red Bull Neymar Jr's Fiv;
- Переможець весняного турніру «Lviv Fujikura Open 2018»;
- Переможець «Весняного кубку ОАКЛ 2018» з мініфутболу.

Щодо змагань Кубка України, то, вдало виступивши у прем'єрному для себе сезоні, через різного роду обставини футзальний клуб «Галицька здоба» вже в сезоні 2018-2019 пішов на суттєве омолодження команди. Саме по цій причині від участі в змаганнях було вирішено відмовитися аби вже наступного року виступити значно краще.

### Сезон 2018-2019 років
Не  менш успішним видався і наступний сезон для ФК «Галицька здоба». Перш за все мова іде про змагання національного рівня. «Пекарі» взяли участь у змаганнях Другої ліги України, де зуміли вибороти «бронзу». Фінал чотирьох у період із 11 по 12 квітня 2019 року відбувся у харківському палаці спорту «Локомотив». 
І якщо у матчі за вихід у фінал команда зі Львова поступилася «Володимиру» (с. Тиврів, Вінницька область) – 6:4, то у матчі за третє місце була сильнішою за дніпровський клуб «Human» - 7:5. 
Поки що це найбільше досягнення футзального клубу «Галицька здоба». 
Окрім цього «червоно-жовті» знову грали у Гранд-лізі Львова, де у когорті із 8-ми команди зуміли стати кращими, випередивши «Бастіон», що став другим лише на один бал. Доля «золота» визначалася в останньому турі, коли «пекарі» розписали нічию із вище згадуваним суперником – 3:3. 
Втретє у своїй історії ФК «Галицька здоба» взяв участь у традиційному турнірі-брендів під назвою «OPEN WINTER CUP». У 2019 році як кількість команд, так і географія учасників збільшилася до 12-ти колективів. Проте, втретє поспіль «пекарям» перемогти не вдалося. На цей раз нашим кривдником став «Грифон», якому «червоно-жовті» програли – 3:5.
І саме по завершенні зимового сезону керівництво команди вирішило піти на суттєве омолодження. По цій причині підопічні Сергія Тригубця не взяли участь у змаганнях Кубку України, а в літній першості було прийнято рішення зіграти у Першій лізі Львова, яку вдалося успішно виграти. 
Тим не менше, сезон 2018-2019 років увійшов в історію ще також через те, що вдалося здобути звитяги або ж фінішувати у призерах у наступних турнірах: 
- Переможець "Кубок переможців 2019";
- Срібний призер "Кубок Незалежності ОАКЛ 2019";
- Срібний призер "Гранд ліга ОАКЛ 2019";
- Срібний призер "Всеукраїнський чемпіонат V9ку 2019";
- Переможець "Фінал чотирьох 2019" (турнір Петра Греви);
- Бронзовий призер "Всеукраїнський чемпіонат V9ку 2018- 2019";
- Переможець мініфутбольного турніру присвяченому до 100-ліття Листопадового Чину.

### Сезон 2019-2020 років
Наступний сезон став для «пекарів» не таким успішним. Він швидше ознаменувався так званим поверненням та участі в низці нових для себе турнірів. 
У першу чергу це стосується змагань Кубка України та літньої першості Гранд-ліги. І якщо у змаганнях за національний трофей далі першого раунду пройти не вдалося, поступившись ще одному львівському колективу «Максимус» - 4:1 та 8:2, то у літній лізі найсильніших Львівської області було здобуто «срібні» нагороди. У чемпіонаті, в якому взяло участь 8 команд і він був проведений у два етапи, вперед себе «пекарі» пропустили лише «NG Metal». 
Вже традиційний зимовий турнір «OPEN WINTER CUP» у місті Лева знову не обійшовся без ФК «Галицька здоба». Знову команда зі Львова, як і минулого року, зупинилася за крок до перемоги, коли в серії пенальті зазнала поразки від київського «Інтера». Загалом же взяло участь у баталіях 9 команд.
Найбільшим же досягненням команди стала участь у першому для себе міжнародному турнірі. У змаганнях, які відбулися у спортивному залі міста Тячева взяли участь окрім ФК «Галицька здоба» ще 11 команд. 
У вирішальному матчі «пекарям» на шляху до завоювання омріяного титулу довелося зустрітися із представником сусідньої Угорщини «Балмазуйварош», який вдалося здолати лише у серії пенальті (основний час гри завершився нічиєю – 5:5). Фінал запам’ятався трилером, адже команді із сусідньої країни вдалося зрівняти рахунок майже зі сиреною. А ось у серії пенальті героєм зустрічі став граючий тренер Сергій Тригубець, який став у ворота і зумів відбити удар від гравця команди-суперника. 
Окрім цього сезон 2019-2020 років запам’ятався для фанів ФК «Галицька здоба», що їх улюблена команда стала: 
- Срібним призеом "Кубка Незалежності 2020";
- Бронзовим призером "Lutsk Christmas CUP 2019" (м. Луцьк);
- Переможцем "Кубка Львівщини 2019";
- Переможцем "Фіналу чотирьох 2019";
- Переможцем "Кубку Золота Осінь ОАКЛ 2019".

### Сезон 2021-2022 років
Ознаменувався цей сезон тим, що ФК «Галицька здоба» все частіше почала брати участь у змаганнях не лише на Львівщині, а й в інших регіонах. Зокрема, в 2021 році «пекарі» п’ять разів гостювали в Луцьку, де взяли участь у наступних турнірах:
«Friend's Futsal Fest» (переможець), «Літній Кубок Волині» (срібний призер), «Кубок Волинської Газети» (бронзовий призер), «Agromat Cup» (переможець) та у новорічному турнірі «Кубок Снігуроньки» (переможець). У багатьох із цих змаганнях «червоно-жовті» грали вперше у своїй історії.
Окрім цього гравці «Галицької здоби» двічі успішно гостювали в Новояворівську, де стали переможцями «Кубку Весни» та турніру до 10-тиріччя аматорського футболу міста.
В офіційних змаганнях варто виділити четверту в історії участь команди в змаганнях Кубку України, де «Галицька здоба» за сумою двох матчів поступилася команді з Хмельниччини «Славуті» (вдома — 4:4, на виїзді 2:5 — авт.).
Також підопічні Сергія Тригубця вперше взяли участь у престижному передсезонному турнірі «Lviv Open Cup 2021», де у когорті з представниками Екстра-ліги не загубилися й зуміли зайняти підсумкове третє місце.
Щодо тривалих змагань, то влітку 2021 року ФК «Галицька здоба» виступав у змаганнях під егідою ОАКЛ, де зумів здобути бронзу чемпіонату, а також стати срібним призером «Кубку Незалежності».
Підсумком ж сезону були виступи у Лізі Брендів (бронза – авт.) та участь у Гранд-лізі АФЛ, змагання якої так і не були дограні через збройне вторгнення російської федерації на територію України.

### Сезон 2022-2023 років
Сезон 2022-2023 років видався для футзального клубу «Галицька здоба» одним із найуспішніших, адже саме в ньому «пекарі» зуміли пройти не легкий шлях і пробитися до Фіналу Восьми національного Кубка, де вони з боями, але все ж поступилися представнику Екстра-ліги роменському «Рятувальнику».
Окрім цього підопічні Сергія Тригубця брали участь у низці чемпіонатів та турнірів. Серед їх великої кількості варто виділити наступні:
- участь у Всеукраїнському фіналу АФЛУ;
Вдруге у своїй історії ФК «Галицька здоба» взяв участь у цих змаганнях, які відбулися у залі «Боско-Арени» (м. Львів).  Серед когорти із 16-ти команд «червоно-жовті» зуміли стати срібним призером змагань у «Silver Division».
- Участь у літньому чемпіонаті «Все для перемоги 2022» (м. Львів). Серед когорти із восьми команд нашій команді вдалося здобути бронзові нагороди. Змагання відбулися на відкритому майданчику міста Львова «Футбол Life»;
- Бронзовий призер «Lviv Open Cup 2023» ;
Вже традиційно під час зимових свят «пекарі» взяли участь у турнірі-брендів «Lviv Open Cup», де серед когорти із 8-ми команд гравці «Галицької здоби» зайняли третє місце. У матчі за «бронзу» був переможений одеський клуб «Майфон».
- Участь у міжсезонних турнірах;
Кубок Львівщини 2023 під егідою АФЛ (переможець «Bronze League»), «Кубок Львівщини 2022» (бронзовий призер), «Кубок Незалежності 2022» (переможець) та «Гранд Кубок Львова 2022» (бронзовий призер).
Також наша команда долучалася до благодійних турнірів, де окрім ФК «Галицька здоба» грали й інші команди, а мета у всіх була одна – збір коштів на потреби Збройних Сил України. Мова у йде про баталії: «Ти ніколи не буде один» (м. Львів), «На підтримку воїнів НГУ 2022 (с. Бучали) тощо.

### Сезон 2023-2024 років
У зимовому сезоні 2023/2024 років ФК «Галицька здоба» виступав у бізнес-лізі, яка проводилася під егідою Асоціації футзалу Львівщини. У когорті із 9-ти команд «пекарі» зуміли фінішувати на першому місці, випередивши свого найближчого конкурента СВ «Львів» на один бал (43 проти 42- авт.). Кращим бомбардиром команди став Сергій Тригубець, в активі якого 19 влучних ударів.
Щодо літньої першості, то там ФК «Галицька здоба» виступав у «Selest Superleague» Львівщини. Тут у когорті із шести команди «червоно-жовті» зуміли зайняти друге місце, пропустивши вперед лише «NG Metal». Окрім цього граючий тренер нашої команди Сергій Тригубець із 10-ма голами в активі став кращим бомбардиром змагань.
Окрім участі у двох чемпіонатах команда зі Львова вшосте взяла участь у змаганнях національного Кубку, де після успішного минулорічного розіграшу зупинилася на стадії третього попереднього раунду. Спершу «пекарі» здолали за серією двох матчів АВ «Метал Груп» (м. Рівне), а вже згодом поступилися команді з Дніпропетровщини («Суха Балка», яка представляє м. Жовті Води).
Також наша команда брала участь у низці турнірів, серед яких як традиційні, так і на підтримку Збройних Сил України, які ведуть відчайдушну боротьбу за нашу свободу:
- - переможець благодійного турніру в підтримку ЗСУ, 2023, с. Гусаків;
- - срібний призер благодійного турніру "Зарядні станції для Вовків Да Вінчі", 2023 (м. Новояворівськ);
- - срібний призер Кубок Львова "Nice Guys" (Silver division), 2023 (м. Львів);
- - переможець благодійного турніру "Більше ніж гра", 2023 (Львів);
- - переможець благодійного турніру з мініфутболу "6x6" до Дня захисників і захисниць України "Акумулятори для 24-ї бригади" (м. Новояворівськ), 2023 рік;
- - переможець "Agromat cup" (Silver division), 2023, м. Луцьк.

Також наша команда з радістю відгукнулася на запрошення зіграти в благодійному турнірі в честь пам’яті гравця «пекарів» Миколи Ревуцького, а також вперше взяла участь у щорічному турнірі в місті Коломия «В ніч на Андрія», тим самим збільшивши свою географію виїздів.

### Сезон 2024-2025 років
Новий сезон для «пекарів» розпочався черговим походом за Кубком України. Згідно з результатами жеребкування  суперником «червоно-жовтих» став столичний колектив «Direct». 
Перший поєдинок цієї стадії змагань відбувся у Львові 5 жовтня й завершився поразкою команди зі Львова - 3:7. Влучними ударами за «пекарів» відзначилися: Назар Пилипишин, Сергій Піддубний і Тарас Тарасович. Поєдинок-відповідь було зіграно в Києві і ця гра також завершилася поразкою команди зі Львова - 13:4. Хеттрик у складі ФК «Галицька здоба» на свій рахунок записав Сергій Степанюк. Ще один влучний удар в активі Богдана Стефанківа.
Після провалу в Кубку України підопічні Сергія Тригубця знову заявляються у «Select Суперлігу Львівщини» (організатор – Асоціація футзалу Льввівщини), де на пару ще з 8-ма командами ведуть боротьбу за чемпіонство. Чемпіонат, який тривав більше чотирьох місяців завершується «сріблом» для «пекарів». Від тріумфатора «NG METAL» наша команда відстала на 6 балів.
Окрім цього ФК «Галицька здоба» паралельно брав участь у змаганнях «Elite Business League» (організатор – Асоціація футзалу Львова), де у когорті ще із сімома командами вдалося вибороти також срібні нагороди, пропустивши вперед лише «Kramar LTD».
Сезон 2024-2025 років також запам’ятається тим, що наша команда у черговий раз розширила свою географію виїздів. Окрім переможних турнірів у Мар’янівці (переможець турніру «Ліга переможців» 2025 – авт.) та Коломиї (переможець традиційного турніру серед ветеранів «Зустріч друзів на Стрітення» - авт.), футзальний клуб «Галицька здоба» вперше відвідав населений пункт Рожнів (Івано-Франківська область).
У період із 6 по 7 січня там відбувся вже традиційний Різдвяний турнір у закритому приміщенні. У числі 16-ти команд, які взяли участь у змаганнях вперше був і футзальний клуб зі Львова.
Найцікавіше, що з першого разу «пекарям», які грали у Рожневі експериментальним складом, вдалося стати срібним призером. У фінальному матчі підопічні Сергія Триубця поступилися команді зі Старих Кутів із рахунком – 5:3. Влучні удари у складі нашої команди в активі: Сергія Тригубця (дубль) та Ернеста Романчука.
Також серед досягнень варто також виділити перемогу «пекарів» у турнірі «Ліга вуличного футболу 3x3», який відбувся у місті Лева. 
Завершився ж зимовий сезон новиною, що 19 травня 2025 року було оголошено про ребрендинг. Надалі команда виступатиме під новою назвою - ФК «Енергія хліба».
Відповідно, й літню першість команда вже з новою назвою розпочала у змаганнях Об’єднаної ліги АФЛ та «LVIV Businesss League 2025».
Саме в чемпіонаті під егідою Асоціації футзалу Львова 9 липня 2025 року проти ФК «Рух Збірна» (перемога – 2:1- авт.) й було зіграно ювілейний, 1000-й матч в історії команди «пекарів».

## Форма

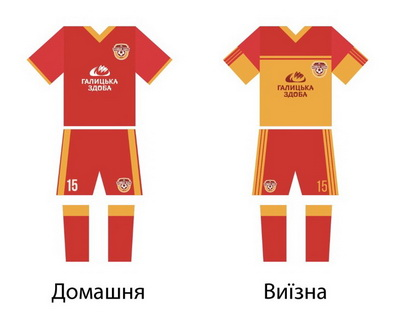

## Кубок України

### Сезон 2017-2018 років
У сезоні 2017-2018 року ФК «Галицька здоба» вирішив спробувати свої сили на більш серйознішому рівні, вперше заявившись у Кубок України. У суперники підопічним Сергія Тригубця на першому етапі потрапив грізний суперник – івано-франівська «Віза-Вторма», яка на той час виступала в Першій лізі України. Тим не менше, «пекарі» дали бій «франківцям» й за підсумками двох матчів пройшли в наступний етап. Перший матч серії відбувся у міста Лева й завершився бойовою нічиєю – 2:2. По ходу гри то наша команда, то суперник по черзі виходили вперед, але виявити переможця так і не зуміли. У складі ФК «Галицька здоба» відзначилися Сергій Шафранський і Сергій Тригубець. У матчі-відповіді, який відбувся у спортивному залі коледжу фізичного виховання нашій команді необхідно було перемагати або ж грати в результативну нічию. І варто зазначити, що це львівській команді вдалося. «Віза-Вторма» була «бита» - 4:2 (відзначилися: Володимир Данилюк, дубль, Сергій Тригубець та Олександр Хлюбко) й, таким чином «Галицька здоба» з першого разу зуміла кваліфікуватися в наступний раунд.
У наступному етапі на нашу команду очікував не менш легкий суперник – київська «Skidka». Перший поєдинок цієї серії відбувся в столиці України. Напередодні цієї гри стало відомо, що по різним причинам «червоно-жовті» недорахувалися ряду основних гравців і "пекарі" грали фактично резервістами. Тим не менше, підопічні Сергія Тригубця дали бій досвідченішому супернику й поступилися – 2:6. ЗА ФК "Галицька здоба" забивали: Олексій Чекаленко та Сергій Тригубець.  У матчі-відповіді, який відбувся у палаці спорту «Галичина», досить швидко наша команда повела в рахунку, але на більше чим тайм «пекарів» не вистачило. «Skidka» активізувалася в 2 таймі й справедливо перемогла як у другому матчі - 8:3, так і в серії загалом.Додамо, що за "червоно-жовтих" відзначалися: Орест Патько та два Андрії Перун та Дяк, відповідно.

### Сезон 2018-2019 років
Вдало виступивши у прем'єрному для себе сезоні Кубка України, через різного роду обставини футзальний клуб "Галицька здоба" вже в сезоні 2018-2019 пішов на суттєве омолодження команди. Саме по цій причині від участі в змаганнях було вирішено відмовитися аби вже наступного року виступити значно краще.

### Сезон 2019-2020 років
На стадії першого попереднього етапу «пекарям» випала нагода зіграти зі ще одним львівським колективом «Максимус». Обидва поєдинки відбулися у палаці спорту «Галичина» й завершилися перемогами суперника - 4:1 та 8:2. У першому протистоянні гравці ФК «Галицька здоба» на рівних грали зі своїм суперником лише у першому таймі. Після відпочинку ж пропустили необов’язкові голи й, у підсумку, програли. Хоча, гол Нікіти Єлфімова під кінець гри таки зберіг шанси на прохід в наступний раунд змагань.
Матч-відповідь «червоно-жовтим» взагалі не вдався. Молоді гравці нашої команди нічого не зуміли протиставити «максималістам» й без варіантів поступилися. За "пекарів" забивали:
Нікіта Єлфімов та Сергій Тригубець.

### Сезон 2020-2021 років
Після минулого провального сезону (2019-2020 роки – авт.), в якому «пекарі» без варіантів поступилися «Максимусу», наступного року ФК «Галицька знову» заявився у змагання Кубку України. На цей раз для нашої команди жереб вже на першому попередньому етапі був не менш прихильним. У суперники потрапив грізний «Рівнестандарт-ДЮСШ №4» (м. Рівне). Перший поєдинок відбувся у Львові 17 жовтня й завершився впевненою перемогою гостей – 3:6. По ходу гри «червоно-жовті» поступалися – 0:2, 1:3, але вже в другому таймі зуміли вирівняти цифри на табло. Проте, оновленої команди зі Львова на довго не вистачило й, врешті-решт, ми поступилися супернику й виїзний матч фактично перетворився на формальність. За "Галицьку здобу" в цій грі забивали: Юрій Голубка, Іван Палюх та Володимир Бобилєв.
Та й поїхали в Рівне наші гравці у чисельній меншості (лише з однією заміною). Проте, інколи й такі кадрові проблеми часто допомагають згуртувати колектив. У матчі-відповіді «червоно-жовті» дійсно билися за результат і справедливо були винагороджені за свої старання, звівши матч до нічиєї – 3:3. Рятівником клубу став Юрій Голубка, який фактично перед фінальною сиреною вирівняв цифри на табло. Також варто відзначити в цій грі голкіпера Ярослава Шуптаря, який провів, мабуть, найкращий матч у своїй кар’єрі.
Додамо, що у матчі в Рівному за «Галицьку здобу» окрім Юрія Голубки відзначалися ще Данило Сивак і Олександр Махинька.

### Сезон 2021-2022 років
Четвертий за ліком шлях до Кубка України ФК "Галицька здоба" розпочав двобоєм проти представника Першої ліги України ФК "Славута" (м. Славута, Хмельника область). Перша серія протистояння, яка відбулася у Львові завершилася драмою. По ходу другого тайму ФК «Галицька здоба» вів у рахунку – 3:1 (за «червоно-жовтих» відзначилися: Тарас Мацик, Ігор Подолюк і  Богдан Стефанків), "пекарі" могли забивати четвертий м’яч, але не зробили цього. Натомість підопічні Івана Скіцка зуміли здійснити неймовірний камбек. ФК «Славута» не те що відігрався, а й вийшов вперед, грав у більшості (за друге попередження вилучили з майданчика Романа Москалика). Але, у підсумку все завершилося бойовими – 4:4. Врятував "червоно-жовтих" від поразки Тарас Мацик.
У матчі ж відповіді команда зі Львова навязати боротьбу так і не зуміла. Поразка - 5:2. У складі ФК "Галицька здоба" відзначалися: Андрій Коваль та Богдан Стефанків.

### Сезон 2022-2023 років
П'ятий за ліком похід за Кубком України "пекарі" розпочали поєдинками проти діючого чемпіона Ужгородської футзальної ліги колективу "УжНЕТ", які виявилися вдалими як і загалом все протистояння. У двох поєдинках було здобуто впевнені перемоги: спершу вдома - 10:1 (забивали: Коваль, дубль, Кушецький, дубль, Тарасович, Стефанків Данів, Москалик, Янів, Тригубець), а згодом і на виїзді - 6:1 (Янів - 4, Дяк, Тригубець).
У наступному раунді "червоно-білим" волею жеребу випала нагода зіграти з чернівецьким клубом "Урожай-Сітка-Захід". Перший поєдинок, який відбувся у Львові 21 січня завершився перемогою "пекарів" - 3:1 (голи: Чурко - 2, Панасюк). У матч-відповіді, який відбувся 4 лютого у Чернівцях команди переможця не виявили, зігравши внічию - 1:1 (гол - Стефанків).
Таким чином, "пекарі" вийшли в 1/8 фіналу, де зустрілися з луцьким "Любартом". Перший поєдинок цієї серії, який  відбувся 22 березня на майдачнику луцької ОДСШ завершився нічиєю -2:2 (голи: Стефанків, Богданов). Матч-відповідь 6 квітня у Львові завершився звитягою ФК "Галицька здоба" - 3:1 (голи: Москалик, Стефанків, Богданов). 
27-30 квітня у Львові в залі "Боско-Арена" відбувся Фінал Восьми, де на стадії 1/4 фіналу "пекарі" поступилися "Рятувальнику" (м. Ромни, Сумська область) 4 :9 (голи: Богданов, Данів, Тригубець, Москалик).

### Сезон 2023-2024 років
Новий розіграш національного Кубка ФК "Галицька здоба" розпочала з другого попереднього раунду завдяки високому рейтингу команд-учасниць.
За результатами жеребкування суперником "пекарів" стала команда "АВ Метал Груп" (м. Рівне). Перший поєдинок цієї стадії змагань відбувся у Рівне 26 листопада й завершився перемогою господарів - 5:4 (Голи: Тригубець, Богданов, Сов'як, Бутим). У матчі-відповіді у Львові 9 грудня перемогу здобула "Галицька здоба" — 5:3 (голи: Тригубець, дубль, Люблінський, дубль, Дяк).
У наступному етапі "червоно-жовті" помірялися силами з колективом "Суха Балка" (м. Жовти Води, Дніпропетровська область). Перший поєдинок цієї стадії відбувся 20 січня у місті Лева й завершився перемогою суперника — 2:0.  Матч-відповідь на майданчику суперника теж завершився перемогою команди з Дніпропетровщини — 10:3.

### Сезон 2024-2025 років
23 вересня відбулося жеребкування згідно якого суперником "пекарів" стала столична команда "Direct". Перший поєдинок цієї стадії змагань відбувся у Львові 5 жовтня й завершився поразкою команди зі Львова - 3:7. Влучними ударами за "пекарів" відзначилися: Назар Пилипишин, Сергій Піддубний і  Тарас Тарасович. 
Поєдинок-відповідь було зіграно в Києві і ця гра також завершилася поразкою команди зі Львова - 13:4. Хет-трик у складі "пекарів" на свій рахунок записав Сергій Степанюк. Ще один влучний удар в активі Богдана Стефанківа.

## Досягнення

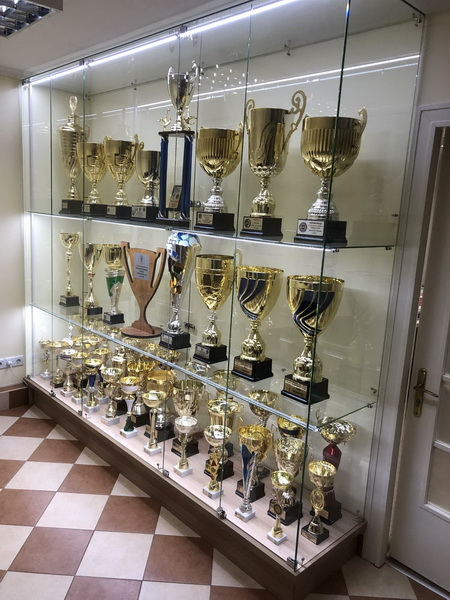
Шафа з кубками (01.02.2023)

- Переможець турніру "Ліга вуличного футболу 3x3", 2025 (м. Львів)
- Переможець турніру "Ліга переможців" 2025, смт. Мар'янівка (Волинська область)
- Срібний призер "Elite Business League", Асоціація футзалу міста Львова, 2024-2025
- Срібний призер "Select Суперліга Львівщини, 2024/2025 (м. Львів)
- Переможець традиційного турніру серед ветеранів "Зустріч друзів на Стрітення", м. Коломия 2025
- Срібний призер Різдвяного турніру, с. Рожнів, 2025
- Срібний призер "Super League", чемпіонат Львівщини з футзалу під егідою АФЛ, літо 2024
- Срібний призер "Gold Business League", Асоціація футзалу міста Львова, 2024
- Переможець "Кубок Тростянця 2024" (с. Тростянець)
- Бронзовий призер "Spring Open 2024" (Асоціація футзалу м. Львова), 2024
- Переможець "Кубок Високий Замок 2024" під егідою ОАКЛ, м. Львів
- Переможець турніру "Ліга переможців" 2024, смт. Мар'янівка (Волинська область)
- Переможець зимового чемпіонату бізнес-ліги Львівщини АФЛ, 2023-2024 (м. Львів)
- Переможець турніру пам'яті Миколи Ревуцького, 2023, м. Львів
- Переможець благодійного турніру в підтримку ЗСУ, 2023, с. Гусаків
- Срібний призер благодійного турніру "Зарядні станції для Вовків Да Вінчі", 2023 (м. Новояворівськ)
- Срібний призер Кубок Львова "Nice Guys" (Silver division), 2023 (м. Львів)
- Переможець благодійного турніру "Більше ніж гра", 2023 (Львів)
- Переможець благодійного турніру з мініфутболу "6x6" до Дня захисників і захисниць України "Акумулятори для 24-ї бригади" (м. Новояворівськ), 2023 рік
- Переможець "Agromat cup" (Silver division), 2023, м. Луцьк
- Срібний призер літнього чемпіонату "Select Superleague", 2023 (м. Львів)
- Переможець благодійного турніру на підтримку воїнів-прикордонників, 2023 рік (м. Новояворівськ)
- Учасник Фіналу Восьми Кубка України (м. Львів)
- Срібний призер "Silver Division" АФЛУ, 2023 (м. Львів)
- Переможець благодійного турніру "ТИ НІКОЛИ НЕ БУДЕШ ОДИН" (м. Львів)
- Переможець "Bronze League"  - Кубок Львівщини 2023 під егідою АФЛ (м. Львів)
- Бронзовий призер "Lviv Open Cup 2023" (м. Львів)
- Бронзовий призер "Кубок Львівщини 2022" (м. Львів)
- Бронзовий призер літнього чемпіонату "Все для перемоги 2022" (м. Львів)
- Переможець "Кубок Незалежності 2022"
- Бронзовий призер "Гранд Кубок Львова 2022"
- Переможець благодійного турніру на підтримку воїнів НГУ 2022 (с. Бучали)
- Срібний призер регіонального етапу Друга ліга України 2021/2022 років м. Львів
- Фіналіст з міні-футболу "Кубок Високий Замок 2022" (м. Львів)
- Переможець "Зимовий чемпіонат Городоччини 2022" (м. Городок)
- Переможець благодійного турніру на підтримку Збройних сил України - Кубок «Перемоги» 2022 (с. Виннички)
- Переможець благодійного турніру на підтримку ЗСУ на «Знесінні» 2022 (м. Львів)
- Переможець благодійного турніру «Футзал задля перемоги 2022" (м. Старий Самбір)
- Бронзовий призер  благодійного "турніру на підтримку Національної Гвардії України - 2022" (с. Карачинів - смт. Івано-Франкове)
- Переможець "Кубок Патріотів 2022" (м. Яворів)
- Переможець "ЗСУ Futsal CUP 2022" (м. Львів)
- Бронзовий призер «Lviv Open cup 2022» (Ліга Брендів)
- Переможець турніру "10- тиріччя Аматорського футболу міста Новояворівськ" (м. Новояворівськ)
- Переможець "Кубок Снігуроньки 2022" м. Луцьк
- Бронзовий призер "Гранд ліга ОАКЛ 2021"
- Переможець "Agromat Cup 2021" (м. Луцьк)
- Бронзовий призер "LVIV OPEN CUP 2021"
- Срібний призер "Кубок Незалежності ОАКЛ 2021"
- Бронзовий призер "Кубок Волинської Газети 2021" (м. Луцьк)
- Срібний призер "Літній Кубок Волині 2021" (м. Луцьк)
- Переможець "Friend's Futsal Fest 2021" (м. Луцьк)
- Переможець "Spring Open CUP 2021"
- Переможець "Кубок Весни 2021" (м. Новояворівськ)
- Переможець "Перша ліга Львівської області 2020-2021"
- Переможець "Перша ліга Львова 2020-2021"
- Бронзовий призер "Зимовий Чемпіонат Городоччини 2020-2021" (м. Городок)
- Срібний призер "Даймонд ліга Карпати 2021" (м. Тячів)
- Срібний призер «OPEN WINTER CUP LVIV 2021»
- Переможець "Agromat Cup 2020" (м. Луцьк)
- Переможець "Даймонд ліга Карпати 2020" (м. Тячів)
- Срібний призер "Brands League 2020" (м. Львів)
- Срібний призер "Гранд ліга Львова 2020"
- Срібний призер "Кубок Незалежності 2020"
- Бронзовий призер "Lutsk Christmas CUP 2019" (м. Луцьк)
- Переможець "Кубок Львівщини 2019"
- Переможець "Фінал чотирьох 2019" (турнір Петра Греви)
- Переможець "Кубок Золота Осінь ОАКЛ 2019 "
- Переможець "Кубок переможців 2019"
- Срібний призер "Кубок Незалежності ОАКЛ 2019"
- Переможець "Перша ліга Львівської області 2019"
- Срібний призер "Гранд ліга ОАКЛ 2019"
- Срібний призер "Всеукраїнський чемпіонат V9ку 2019"
- Срібний призер "Brands League 2019" (м. Львів)
- Бронзовий призер "Друга ліга України 2018-2019" (м. Харків)
- Чемпіон Львова! "Гранд ліга 2018-2019"
- Переможець "Фінал чотирьох 2019" (турнір Петра Греви)
- Бронзовий призер "Всеукраїнський чемпіонат V9ку 2018- 2019"
- Переможець мініфутбольного турніру присвяченому до 100-ліття Листопадового Чину
- Переможець турніру з футзалу присвяченому Дню захисника (м. Новояворівськ)
- Переможець турніру «Легенди Спартака 2018».
- Переможець відбіркового етапу у Львові Всеукраїнського турніру «В9КУ».
- Чемпіон Львова! Переможець Гранд ліги Львова літнього чемпіонату з мініфутболу 2018 року.
- Срібний призер Гранд ліги літнього чемпіонату ОАКЛ 2018.
- Переможець львівського загального відбору міжнародного футбольного турніру Red Bull Neymar Jr's Fiv.
- Переможець весняного турніру «Lviv Fujikura Open 2018»;
- Переможець «Весняного кубку ОАКЛ 2018» з мініфутболу;
- Чемпіон Львова! Переможець Гранд ліги Львова зимового чемпіонату з футзалу 2017-2018 років.
- Переможець Всеукраїнського турніру «OPEN WINTER CUP, LVIV-2018»
- Переможець «Кубку Золота осінь 2017» з мініфутболу;
- Переможець «Відкритого Кубка Львова 2017» з футзалу;
- Чемпіон літнього чемпіонату ОАКЛ;
- Переможець «Кубку Незалежності 2017», ОАКЛ;
- Чемпіон Львова! Переможець Гранд ліги Львова літнього чемпіонату з мініфутболу 2017;
- Переможець футбольного турніру присвяченому Дню Конституції України 2017 року;
- Переможець «Весняного кубку ОАКЛ 2017» з мініфутбол;
- Переможець весняного турніру «SPRING OPEN 2017»;
- Переможець кубку «Ліга Чемпіонів з футзалу 2017»;
- Бронзовий призер Гранд ліги Львівської області зимового чемпіонату з футзалу 2016-2017 років;
- Переможець VIII Всеукраїнського турніру з футзалу серед аматорських команд 2017 року;
- Чемпіон першого літнього чемпіонату з мініфутболу «Сокіл Ліга»;
- Фіналіст та срібний призер «Кубку Незалежності 2016»;
- Чемпіон Другої ліги Львова літнього чемпіонату з мініфутболу 2016;
- Чемпіон Львова. Переможець Бізнес Ліги Львова з мініфутболу 2016 року;
- Срібний призер «Кубку 760-річчя міста Львова» з мініфутболу;
- Фіналіст та срібний призер «Кубку Чемпіонів Львова 2016» з футзалу;
- Переможець Третьої ліги Львова зимового чемпіонату з футзалу 2015-2016 років;
- Переможець другого зимового турніру «Галицька здоба Open 2015» з футзалу;
- Фіналіст та срібний призер аматорського Кубку Львова з мініфутболу АЛМФУ 2015;
- Срібний призер чемпіонату з пляжного футболу Львівської області 2015 року;
- Срібний призер Другої ліги Львова зимового чемпіонату з футзалу 2014-2015 років;
- Переможець першого зимового турніру «Галицька здоба Open 2014» з футзалу;
- Срібний призер Другої ліги Львова літнього чемпіонату з мініфутболу 2014 року;
- Бронзовий призер Другої ліги Львова зимового чемпіонату з футзалу 2013-2014 років;

## Відомі гравці
- Михалик Тарас
- Цибик Юрій
- Струк Степан
- Гурський Андрій
- Кардаш Володимир
- Ковальчук Віталій
- Коваль Сергій
- Зварич Михайло
- Легендзевич Олег
- Радевич Віталій
- Микитюк Микола
- Грицина Микола
- Грицина Михайло
- Борсук Андрій
- Школьний Олександр
- Лисенко Владислав
- Паршиков Андрій
- Борсук Ігор
- Піддбуний Сергій
- Легчанов Валерій
- Павленко Максим
- Федюк Андрій
- Писько Ярослав
- Шафранський Сергій
- Морикишка Ярослав
- Когут Юрій
- Войтович Назарій-Зеновій
- Чепорнюк Сергій
- Тменов Микита
- Стасюк Ігор
- Цимбаляк Назарій
- Ременець Андрій
- Яцишин Назар
- Бобилєв Володимир
- Хлюбко Олександр
- Стефанків Богдан
- Миколюк Павло
- Стегніцький Павло
- Панасюк Олег

## Рекордсмени клубу

### Гравці з найбільшою кількістю голів
Станом на 30 грудня 2024 року
| #  | Ім'я               | Період            | Голи |
| -- | ------------------ | ----------------- | ---- |
| 1  | Сергій Тригубець   | 2015—…            | 543  |
| 2  | Богдан Стефанків   | 2018—…            | 415  |
| 3  | Данило Сивак       | 2018—2021         | 182  |
| 4  | Назарій Цимбаляк   | 2016—2018         | 164  |
| 5  | Андрій Коваль      | 2020—…            | 157  |
| 6  | Андрій Яблонський  | 2014—…            | 136  |
| 7  | Ярослав Писько     | 2017—2022, 2023—… | 135  |
| 8  | Олексій Чекаленко  | 2013—2021         | 134  |
| 9  | Тарас Мацик        | 2016—2018         | 122  |
| 10 | Олександр Школьний | 2022              | 110  |

### Гравці з найбільшою кількістю матчів
Станом на 30 грудня 2024 року
| #     | Ім'я              | Період               | Матчі |
| ----- | ----------------- | -------------------- | ----- |
| 1     | Сергій Тригубець  | 2015—…               | 670   |
| 2     | Богдан Стефанків  | 2018—…               | 465   |
| 3     | Андрій Яблонський | 2014—…               | 384   |
| 4     | Андрій Коваль     | 2020—…               | 239   |
| 5     | Павло Стегніцький | 2020—2022            | 233   |
| 6     | Данило Сивак      | 2018—2021            | 219   |
| 7     | Микола Богданов   | 2015—…               | 217   |
| 8     | Олексій Чекаленко | 2013—2021            | 193   |
| 9     | Олег Партика      | 2018—…               | 174   |
| 10-11 | Назар Яцишин      | 2016—2019, 2020—2021 | 170   |
| 10-11 | Василь Марухняк   | 2021-2024            | 170   |

## Географія виїздів
ФК «Галицька здоба» продовжує активно брати участь у футзальних змаганнях як на теренах Львівщини, так і поза її межами. За фактично 11 років існування клубу «пекарі» брали участь у різноманітних всеукраїнських та міжнародних змаганнях, серед яких: Кубок України, Друга ліга, Всеукраїнський фінал АФЛУ, регіональний етап чемпіонату Львівщини, власне обласний чемпіонат, низка турнірів на Волині, Даймонд Ліга, Ліга Брендів, а також різноманітна кількість благодійних турнірів на підтримку Збройних сил України та інші. Були в списку й товариські матчі. Для прикладу можна виділити виїзд «червоно-жовтих» на спаринг у місто Соснівка (Львівська область).
Загалом на даний час (08.01.25 - авт.) делегації ФК «Галицька здоба» вдалося відвідати 31 населений пункт, серед яких були не лише великі області центри, а й села. Ось повний їх список:
с. Рожнів (Івано-Франківська область), с. Тростянець (Волинська область), смт. Мар'янівка (Волинська область), Жовті Води (Дніпропетровська область), с. Королівка (Івано-Франківська область), Рівне, с. Гусаків (Львівська область), Новояворівськ (Львівська область), Чернівці, Ужгород, с. Бучали (Львівська область), с. Виннички (Львівська область), Старий Самбір (Львівська область), с. Карачинів (Львівська область), смт. Івано-Франкове (Львівська область), Яворів (Львівська область), Луцьк, Славута (Хмельницька область), Соснівка (Львівська область), Тячів (Закарпатська область), Червоноград (Львівська область), Івано-Франківськ, Київ, Буськ (Львівська область), Вінниця, Дунаївці (Хмельницька область), Суми, Харків, Запоріжжя, Городенка (Івано-Франківська область), Городок (Львівська область).
До речі, в останньому населеному пункті «пекарі» бували дуже часто, адже саме там двічі брали участь у зимовому чемпіонаті місцевого району.
Дебютний же виїзний поєдинок для ФК «Галицька здоба» випав на 28 листопада 2016 року. Тоді, у рамках Гранд ліги Львова «червоно-жовті» поїхали грати у містечко Червоноград до місцевої «Імперії». Крайній же матч відбувся у Жовтих Водах 20 січня 2024 року, де наша команда зіграла з місцевою командою «Суха Балка» у рамках Кубку України.
Якщо не брати до уваги чемпіонат Городоцького району, то найчастіше «Галицька здоба» гостювала в Новояворівську та Луцьку. Відповідно, 9 та 6 виїздів у ці міста.
І це ще не все. За межами міста Лева ФК «Галицька здоба» загалом провів 160 матчів, у яких було здобуто 118 перемог. 16 разів переможця було не виявлено. Ще в 26 матчах наша команда йшла з майданчику з нічим.
Попереду в команди нові виклики й сподіваємося нові виїзди у цікаві населені пункти.